# Pak Kun-hje
Pak Kun-hje (korejsky 박근혜 (hangul) nebo 朴槿惠 (hanča), anglický přepis: Park Geun-hye; * 2. února 1952 Tegu) je jihokorejská politička, v letech 2013–2017 prezidentka Jižní Koreje.

## Život
Pak Kun-hje se narodila 2. února 1952 v Tegu do rodiny pozdějšího jihokorejského prezidenta a diktátora Pak Čong-huie, během jehož vlády v letech 1963–1979 ekonomika země prudce stoupala.
V letech 2004–2006 a 2011–2012 byla předsedkyní konzervativní Velké národní strany (v roce 2012 přejmenována na stranu Saenuri), v letech 1998–2012 byla členkou jihokorejského Národního shromáždění. Prezidentkou byla zvolena ve volbách konaných 19. prosince 2012. Do úřadu nastoupila 25. února 2013 a stala se tak první ženou v jihokorejském prezidentském úřadu.

## Kontroverze
Od 9. prosince 2016 měla v procesu impeachmentu pozastavený výkon mandátu kvůli podezření z korupčního skandálu spojeného s její důvěrnicí bez oficiálních funkcí, která měla zasahovat do státních záležitostí. Její pravomoci dočasně převzal premiér Hwang Kjo-an. Dne 10. března 2017 bylo sesazení Pak Kun-hje potvrzeno jihokorejským ústavním soudem, čímž její působení ve funkci prezidentky skončilo. Dne 6. dubna 2018 byla za zneužití pravomoci, vydírání a korupci odsouzena na 24 let odnětí svobody a k pokutě 18 miliard wonů. V prosinci 2021 jí prezident Mun Če-in udělil milost.